# Cratere Manoid
Manoid è un cratere sulla superficie di Rea.